# Vergine giurata
Vergine giurata è un film del 2015 diretto da Laura Bispuri.
La pellicola, con protagonista Alba Rohrwacher, è stata presentata in concorso al Festival di Berlino del 2015. Il film è liberamente tratto da un romanzo di Elvira Dones con lo stesso titolo, pubblicato nel 2009 da Feltrinelli.

## Trama
Hana Doda, per fuggire al destino di moglie e serva imposto alle donne nelle montagne dell'Albania, segue la guida dello zio e si appella alla legge arcaica del Kanun. Una legge che consente alle donne che giurano verginità di vivere liberamente come uomini. Per tutti Hana diviene Mark, Mark Doda. Ma qualcosa di vivo si agita sotto le nuove vesti, Mark decide di intraprendere un viaggio a lungo rimandato e arriva in Italia. Qui sperimenta la vertigine del contatto con gli altri, ritrova persone care che la vita gli aveva sottratto e si apre a una possibilità proibita d'amore. Mark riscopre Hana, ricompone le due anime che da anni popolano il suo corpo e rinasce al mondo come creatura nuova, libera e completa.

## Produzione
La regista romana Laura Bispuri ha girato Vergine Giurata tra l'Albania e Bolzano con la produzione di Vivo film (I), Colorado Film Production (I) insieme a Rai Cinema, Bord Cadre Films (CH), Match Factory Productions (D), Era Film (AL/KO) e in coproduzione con Radiotelevisione Svizzera, con il supporto di Eurimages, Ministero dei beni e delle attività culturali e del turismo - Direzione generale per il cinema, BLS Business Location Südtirol  - Alto Adige, con il supporto del Programma Media dell'Unione europea.

## Distribuzione
Il film è uscito nelle sale Italiane il 19 marzo 2015 grazie a Istituto Luce Cinecittà. Le vendite internazionali sono di The Match Factory. La distribuzione americana è di Strand e la francese è Pretty Pictures.

## Critica

### Critica italiana
Molto positiva l'accoglienza della critica italiana. Secondo Andrea Chimento de il Sole 24 Ore, il film è «una riflessione interessante sulla sessualità e sul desiderio di evitare ogni forma di repressione». «Uno scavo silente [e] durissimo» scrive Michele Faggi, per la rivista indie-eye.it. Daniel Montignani su Paper Street scrive che «Laura Bispuri [...] prepara e delinea per Hana un lento cammino in ascesa, lo tratteggia con instancabile e raffinata sottrazione, anche quando scruta il disagio direttamente negli occhi e nelle espressioni più deboli e sofferte della protagonista».
Davide Turrini de Il Fatto Quotidiano e Aldo Spiniello su Sentieri selvaggi rivedono in questa opera prima l'influenza dei fratelli Dardenne, soprattutto nella  «regia autonoma e cocciuta con una macchina a mano ostinatamente dietro le spalle della protagonista» che «registra i timori, le incertezze, le speranze, i sentimenti, concentrandosi solo sui movimenti, i gesti, gli atteggiamenti esteriori» di «una dura Alba Rohrwacher». È proprio «la stupefacente interpretazione di Alba Rohrwacher» ad essere «il punto di forza» del film, afferma Paolo Mereghetti sul Corriere della Sera, l'attrice è infatti «assolutamente credibile nella sua trasformazione da donna in uomo. [...] Il nuovo "sesso" le si legge in volto, negli occhi, nella parlata, come se avesse davvero cambiato la sua anima in profondità».
Goffredo Fofi su Internazionale definisce il film "una speranza per il cinema italiano".

### Critica Internazionale
Il film di Laura Bispuri è stato presentato in anteprima alla Berlinale 2015 come unico film italiano in concorso. Il film ha ricevuto un'accoglienza calorosissima dal pubblico e dalla critica internazionale presente al festival. Deborah Young per The Hollywood Reporter ha parlato del film in termini molto positivi, definendo il film «un ottimo esordio. Bispuri ha un notevole talento nel raccontare la fisicità sullo schermo».
Guy Lodge su Variety scrive: «Un esordio [...] rigoroso e delicato», elogiando l'interpretazione di Alba Rohrwacher «che sostiene la duplicità del personaggio interpretando con grande maestria Hana-Mark. Una figura che non si sente mai a proprio agio nella sua pelle».
Jessica Kiang su IndieWire scrive: «Nell'impressionante film d'esordio, la sceneggiatrice e regista Laura Bispuri utilizza questa tradizione insolita e specifica per esplorare questioni molto più ampie come l'identità di genere, l'immagine di sé e l'indottrinamento culturale, offrendo al contempo un commovente ritratto personale di una liberazione incerta».

## Riconoscimenti
- 2015 - David di Donatello
  - Candidatura al Premio Miglior regista esordiente a Laura Bispuri[18]
- 2015 - Nastro d'Argento
  - Nomination Miglior regista esordiente a Laura Bispuri[19]
  - Nomination Migliore attrice protagonista a Alba Rohrwacher[18][19]
  - Nomination Migliore fotografia a Vladan Radovic[20]
- 2015 - Globo d'oro
  - Miglior opera prima a Laura Bispuri[21]
- 2015 - Festival di Berlino
  - Nomination Orso d'oro a Laura Bispuri[22]
  - Candidatura alla Miglior Opera Prima a Laura Bispuri
  - Candidatura al Teddy Award a Laura Bispuri[23]
- 2015 - Hong Kong International Film Festival
  - Firebird Award a Laura Bispuri[21]
- 2015 - Tribeca Film Festival
  - Premio Nora Ephron a Laura Bispuri e Francesca Manieri[18][24]
  - Nomination Miglior film narrativo a Laura Bispuri[25]
- 2015 - San Francisco International Film Festival
  - Premio New Director Prize a Laura Bispuri[26]
  - Premio Golden Gate Award a Laura Bispuri
- 2015 - AFI Fest
  - Nomination per New Auteurs a Laura Bispuri[23]
- 2015 - Off Camera International Festival of Independent Cinema (Cracovia)
  - Premio FIPRESCI Jury Award a Laura Bispuri
- 2015 - Hong Kong International Film Festival
  - Premio Golden Firebird Award a Laura Bispuri[27]
  - Nomination per FIPRESCI Prize a Laura Bispuri
- 2015 - Haifa International Film Festival
  - Nomination Best International Film a Laura Bispuri
- 2015 - Mezipatra Queer Film Festival
  - Premio Gran Jury Prize a Laura Bispuri
- 2015 - Molodist Kyiv International Film Festival
  - Premio Best LGBTQ Film a Laura Bispuri
- 2015 - First Youth Film Festival
  - Premio Gran Jury Prize a Laura Bispuri
- 2015 - 20th Forum of European Cinema ORLEN Cinergia (Polonia)
  - Premio Cristal Boat Award come Miglior Opera Prima Europea a Laura Bispuri
- 2015 - Festival International du Film de Femmes de Salé
  - Premio Jury Prize a Laura Bispuri
- 2015 - Bobbio Film Festival 
  - Premio Giovane Emergente a Laura Bispuri
- 2015 - Dolly D'Oro Giuseppe De Santis
  - Premio Dolly D'Oro Giuseppe De Santis a Laura Bispuri
- 2015 - Ortigia Film Festival
  - Premio del Pubblico a Laura Bispuri
  - Premio Miglior Film a Laura Bispuri